# Сухі ліси Тринідаду і Тобаго
Сухі ліси Тринідаду і Тобаго (ідентифікатор WWF: NT0231) — неотропічний екорегіон тропічних та субтропічних сухих широколистяних лісів, розташований на Тринідаді і Тобаго.

## Географія
Екорегіон сухих лісів Тринідаду і Тобаго охоплює найбільш посушливі райони острівної країни Тринідад і Тобаго, розташованої на північний схід від Венесуели. До складу країни входять два головні острови: Тринідад (4768 км²) та Тобаго (298 км²), а також низка менших прилеглих острівців. Вони є частиною Малих Антильських островів, архіпелагу, що простягається дугою з півночі на південь, відділяючи Карибське море на заході від Атлантичного океану на сході. На відміну від інших островів архіпелагу Тринідад і Тобаго не є частиною вулканічної дуги: обидва вони лежать на континентальному шельфі Південної Америки. Острови відокремилися від материка зовсім нещодавно за геологічними мірками: Тобаго — приблизно 11 000 років тому, а Тринідад — 1500 років тому. Вони розташовані дуже близько до материка: Тринідад лежить лише на 20 км від узбережжя Венесуели, а Тобаго — за 40 км на північний схід від Тринідаду. Природа Тринідаду і Тобаго тісно пов'язана з природою екваторіальної Південної Америки, на відміну від Навітряних островів, у екосистемах яких переважають карибські види.
Сухі тропічні ліси займають 240 км² або близько 5 % території Тринідаду і Тобаго. Зокрема, вони поширені на північному заході Тринідаду, навколо болота Кароні та столиці країни Порт-оф-Спейн, на крайньому південному заході Тринідаду, на півдні та крайньому сході Тобаго, а також на менших прибережних острівцях, таких як Чакачакаре, Монос, Уевос, Гаспар-Гранде, Малий Тобаго та Сент-Джайлс. Більша частина Тринідаду і Тобаго є частиною екорегіону вологих лісів Тринідаду і Тобаго, а деякі прибережні райони Тринідаду, зокрема естуарії головних річок острова, є частиною екорегіону тринідадських мангрів.

## Клімат
В межах екорегіону переважає мусонний клімат (Am за класифікацією кліматів Кеппена) або саванний клімат (Aw за класифікацією Кеппена). На клімат регіону впливають північно-східні пасати. Середня температура у Порт-оф-Спейні коливається від 19 до 34 °C, а середньорічна кількість опадів становить приблизно 1400 мм опадів, більша частина з яких випадає під час сезону дощів з червня по грудень.

## Флора
Рослинний покрив екорегіону представлений листяними та напіввічнозеленими тропічними лісами, частина дерев у яких скидає листя під час сухого сезону. На відміну від вологих тропічних лісів Тринідаду і Тобаго, лісовий намет у них значно більш розріджений, а великих дерев зустрічається менше. Мохи та епіфіти в екорегіоні більш рідкісні через значно нижчу кількість опадів. Серед видів, поширених у сухих лісах екорегіону, слід відзначити крапчастий довгоплідник (Lonchocarpus punctatus), гумбо-лімбо (Bursera simaruba), робінієлистий махеріум (Machaerium robiniifolium) та котячекігтеві мавпячі сережки (Pithecellobium unguis-cati). У прибережних районах зустрічаються тринідадські агави (Agave evadens) та деякі види кактусів, а у напівлистяних лісах, поширених у передгір'ях Північного хребта Тринідаду, особливо на схід і північ від Порт-оф-Спейна, — еквадорські лаври (Cordia alliodora). У сухих лісах, поширених на півночі Тобаго, лісовий намет розташований на висоті 15 м над землею. Їх основу складають гумбо-лімбо (Bursera simaruba), домініканські довгоплідники (Lonchocarpus domingensis) та барбадоські сріблясті пальми (Coccothrinax barbadensis), а у їхньому підліску поширені вічнозелені чагарники прибережного сніговця (Chionanthus compactus) та евгенії (Eugenia spp.).
Фітогеографічне районування Тринідаду і Тобаго базується на праці Джона Стенлі Бірда, яка була написана у 1940-х роках і базувалася на зовнішньому вигляді лісових угруповань. Класифікація Бірда відповідає сучасним уявленням про класифікацію вологих та сухих тропічних лісів. Однак більшість сучасних робіт, присвячених класифікації сухих лісів Тринідаду і Тобаго, зокрема класифікація екорегіонів, створена Всесвітнім фондом дикої природи (WWF), недооцінюють площу сухих лісів у країні, обмежуючи їх найсухішою категорією лісів за класифікацією Бірда.
Сучасніші дослідження Говарда Нельсона показують, що деякі вічнозелені ліси, яких раніше відносили до екорегіону вологих лісів Тринідаду і Тобаго, відповідають критеріям сухих лісів. На Тринідаді такі ліси зустрічаються на півострові Чагуарамас на північному заході, на південному узбережжі (від Седроса до Морн-Д'ябло) та у деяких районах на східному узбережжі, зокрема поблизу Гуаягуаяре, Маяро-Бей та Мансанільї-Біч. Крім того, райони вздовж західного узбережжя Тринідаду, включаючи пагорб Сан-Фернандо та значну частину колишнього Цукрового поясу, раніше були вкриті сухими лісами. На Тобаго значна частина південного заходу острова історично була вкрита сухими тропічними лісами.

## Фауна
В межах екорегіону зустрічається близько 100 видів ссавців; частина з них трапляється лише на Тринідаді, однак не на Тобаго, а частина — на обох островах. Серед ссавців, поширених у сухих лісах Тринідаду і Тобаго, слід відзначити американську мазаму (Mazama americana), ошийникового пекарі (Dicotyles tajacu), гвіанського ревуна (Alouatta macconnelli), оцелота (Leopardus pardalis), тайру (Eira barbara), ракуна-крабоїда (Procyon cancrivorus), низинну паку (Cuniculus paca), бразильського агуті (Dasyprocta leporina), рудохвосту вивірку (Sciurus granatensis), бразильського коенду (Coendou prehensilis), лазаючу мишу Куеса (Rhipidomys couesi), тринідадську колючу торбомишу (Heteromys anomalus), південного опосума (Didelphis marsupialis), дев'ятипоясного броненосця (Dasypus novemcinctus), карликового мурахоїда (Cyclopes didactylus) та американського тамандуа (Tamandua tetradactyla), а також різноманітних рукокрилих, зокрема великого плодоїда (Artibeus lituratus), тринідадського лійковуха (Natalus tumidirostris) та звичайного вампіра (Desmodus rotundus). Ендеміками Тринідаду і Тобаго є тринідадські білолобі капуцини (Cebus trinitatis) та тринідадські щетинці (Proechimys trinitatus).
Орнітофауна Тринідаду нараховує понад 400 видів птахів, а Тобаго — близько 170 видів. Серед птахів, поширених у сухих тропічних лісах екорегіону, слід відзначити рудогузу чачалаку (Ortalis ruficauda), бурого голубка (Geotrygon montana), тринідадського ерміта (Phaethornis longuemareus), колібрі-рубіна (Chrysolampis mosquitus), синьогорлого колібрі-смарагда (Chlorestes notata), тринідадського колібрі-іскринку (Chaetocercus jourdanii), тобазьку амазилію-берила (Saucerottia tobaci), білогорлу агиртрію (Chrysuronia brevirostris), строкатохвостого канюка (Buteo albonotatus), неотропічну сплюшку (Megascops choliba), темноволого трогона (Trogon collaris), чорнодзьобого тукана (Ramphastos vitellinus), смугастобоку жовну (Dryocopus lineatus), жовтощокого ару (Orthopsittaca manilata), тринідадського амазона (Amazona ochrocephala), венесуельського амазона (Amazona amazonica), строкатого папугу (Touit batavicus), синьоголового папугу-червоногуза (Pionus menstruus), смугастого сорокуша (Thamnophilus doliatus), тропічного тирана (Tyrannus melancholicus), велику пітангу (Pitangus sulphuratus), малу еленію (Elaenia chiriquensis), голоокого дрозда (Turdus nudigenis), тринідадську гутураму (Euphonia trinitatis), фіолетову гутураму (Euphonia violacea), венесуельського трупіала (Icterus icterus), цитринового трупіала (Icterus nigrogularis), блакитну саяку (Thraupis episcopus), пальмову саяку (Thraupis palmarum) та церебу (Coereba flaveola).

## Збереження
Більша частина сухих лісів екорегіону зосереджена на північному заході Тринідаду, навколо столиці Порт-оф-Спейн. Це місто є промисловим та комерційним центром країни, а також центром туризму. Як наслідок, навколишні ліси зазнали значних змін через зростання населення та сільськогосподарський і промисловий розвиток. Більша частина лісів була замінена сільськогосподарськими угіддями, на яких вирощують какао, кокоси, рис, цукрову тростину, цитрусові та овочі, а також на плантації деревини, на яких вирощуються сосни. Видобуток корисних копалин, який призводить до втрати верхнього шару ґрунту та знищення місцевої флори і фауни, викликає особливе екологічне занепокоєння.
Оцінка 2017 року показала, що 23 км², або 10 % екорегіону, є заповідними територіями. Природоохоронні території включають: Національний парк Матура та Лісовий заповідник Головного хребта.